# Jiří Navrátil (spisovatel)
Jiří Navrátil (22. září 1939, Valašské Meziříčí - 17. března 2019, Praha) byl český spisovatel, prozaik.
Dětství strávil na Moravě, a to v Holešově, v Kelčanech u Kyjova a v Brně. Od roku 1948 žil v Praze. Maturoval v roce 1957 na Akademickém gymnáziu v Praze. Poté vystudoval češtinu a ruštinu na Filozofické fakultě Univerzity Karlovy v Praze. Absolvoval v roce 1962, jeho závěrečná práce byla věnována Vítězslavu Nezvalovi. Poté absolvoval dvouletý základní vojenský výcvik v Litoměřicích, načež byl knihovníkem Městské lidové knihovny a průvodcem v Památníku národního písemnictví. V roce 1965 se stal redaktorem nakladatelství Mladá fronta a na tomto místě vydržel až do roku 1997. Stejnou funkci vykonával v letech 1997-2001 v nakladatelství Hynek. Poté odešel do důchodu. Jako prozaik debutoval v roce 1966 v periodiku Sešity pro mladou literaturu. První prozaická knihu mu vyšla v roce 1969. Šlo o sbírku povídek Spálená stráň. Většina jeho próz byla inspirována valašským vesnickým prostředím. Publikace Panorama české literatury uvádí, že se "vyhýbal jednoznačným a vyhroceným formulacím, preferoval náznak a šerosvit".